# Mahesh Babu
Mahesh Babu, né à Madras (État du Tamil Nadu, Inde du Sud) le 9 août 1975, est un acteur indien.

## Biographie
Mahesh Babu est le mari de l'actrice Namrata Shirodkar.

## Filmographie
- 1988 : Mugguru Kodukulu : Surendra
- 1988 : Bazaar Rowdy : Mahesh
- 1989 : Koduku Diddina Kapuram
- 1990 : Balachandrudu
- 1990 : Anna Thamudu : Murali
- 1999 : Raja Kumarudu : Raj Kumar / Raja 'Shaktiman'
- 2000 : Yuvaraju : Srinivas
- 2000 : Vamsee : Vamsee
- 2001 : Murari : Murari
- 2002 : Takkari Donga : Raja
- 2002 : Bobby de Sobhan : Bobby
- 2003 : Okkadu : Ajay
- 2003 : Nijam : Seetaram
- 2004 : Naani : Naani / Vijju
- 2004 : Arjun : Arjun
- 2005 : Athadu : Nanda Gopal / Nandu / Pardhu
- 2006 : Pokiri : Pandu
- 2006 : Sainikudu : Siddharth
- 2007 : Athidhi : Athidhi / Aditya
- 2008 : Jalsa : narrateur
- 2010 : Khaleja : Seetharama Raju / Hardoi Raju Chhatrapati
- 2011 : Dookudu : G. Ajay Kumar
- 2012 : Business Man : Vijay Surya
- 2013 : Seethamma Vakitlo Sirimalle Chettu : Chinnodu
- 2013 : Baadshah : narrateur
- 2014 : 1 - Nenokkadine : Gautham (Rockstar)
- 2014 : Aagadu
- 2015 : Srimanthudu : Harsha (en post-production)
- 2015 : Shivam (annoncé)
- 2018 : Bharat Ane Nenu
- 2019 : Maharshi
- 2020 : Sarileru Neekevvaru
- 2022 : Sarkaru Vaari Paata

## Prix et honneurs
- Mahesh Babu a remporté le Filmfare Awards South du meilleur acteur en telugu à quatre reprises et a été nommé cinq fois.